# Kvarteret Blästern

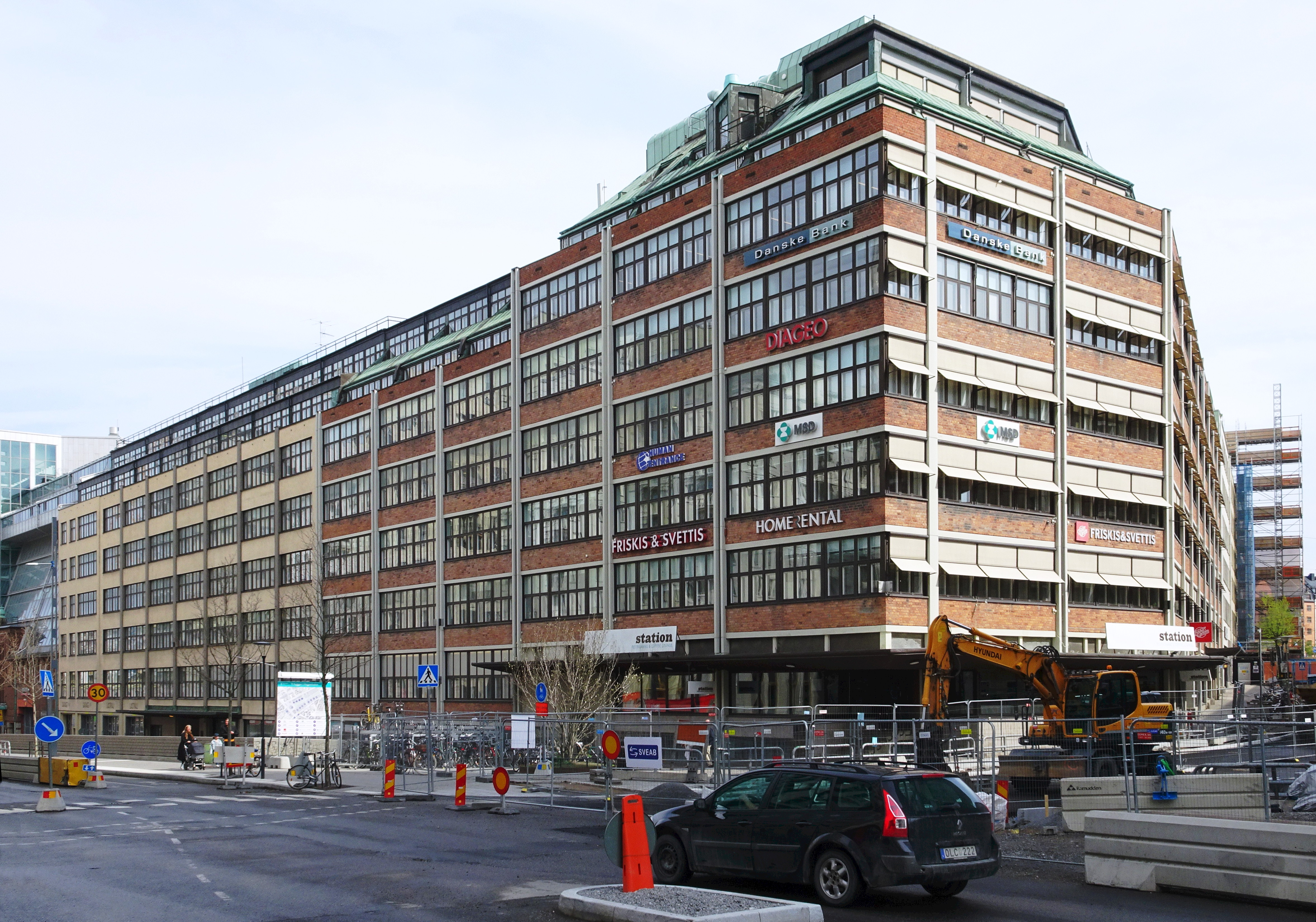
Kvarteret Blästern med Bröderna Hedlunds industribyggnad sedd från Norra stationsgatan, 2019.

Kvarteret Blästern ligger i nordvästra Vasastaden i  Stockholm. Kvarteret begränsas av Norra stationsgatan i nordväst, Hälsingegatan i nordost, av Hudiksvallsgatan i sydost och av Gävlegatan i sydväst. Kvarteret bildades på 1920-talet och omfattar idag (2022) fyra fastigheter: Blästern 6, 11, 14 och 15.

## Historik

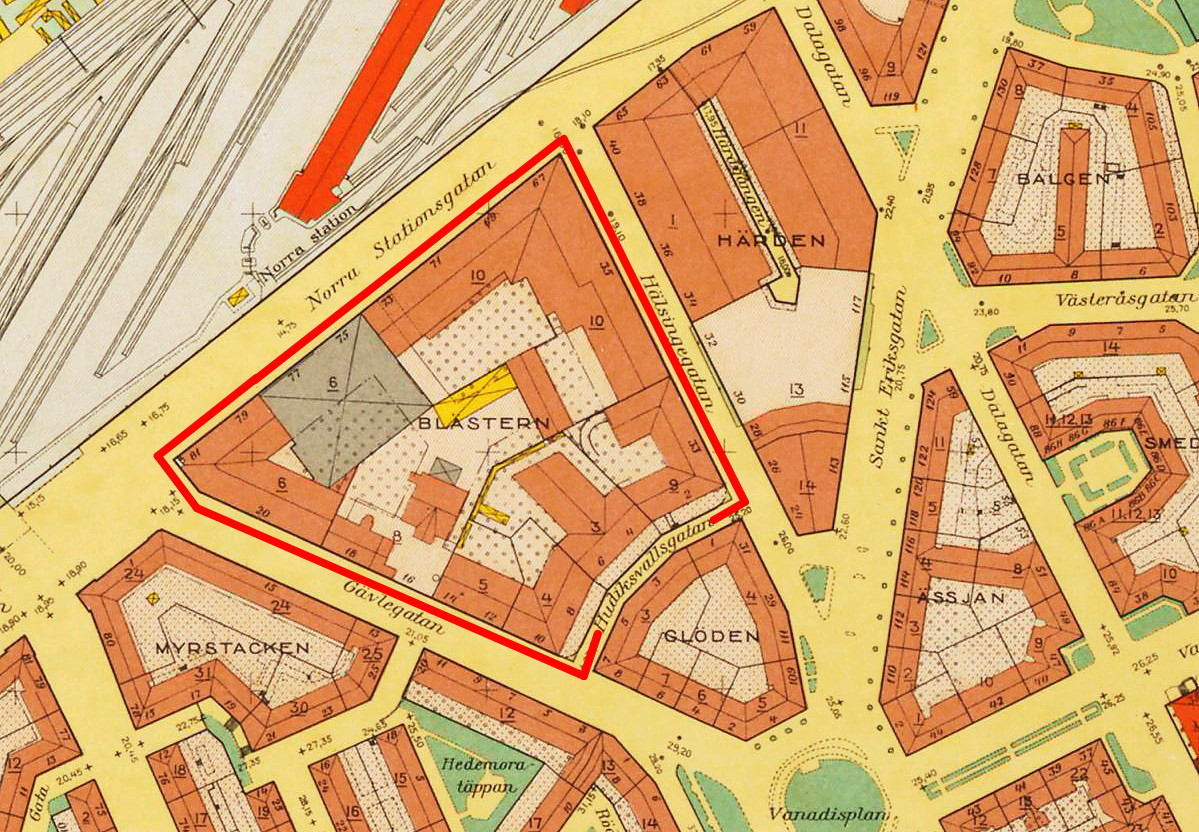
Kvarteret Blästern på 1940-talet.

Enligt den första stadsplanen för nordvästra Norrmalm (dagens Vasastan) som fastställdes av Stockholms stadsfullmäktige i december 1878 var området indelat i en mängd rektangulära kvarter och raka gator. Inom dagens kvarter Blästern fanns kvarter med namn som Biet, Humlan, Loke och Brage. I början av 1900-talet upprättade stadsplanearkitekten Per Olof Hallman en ny stadsplan för området. Han var motståndare till spikraka, långa gator och likformiga kvarter. Nu skulle det vara mjuka linjer, småskalighet och anpassning till terrängen. 
Mellan Hälsingegatan och Gävlegatan bildades på 1920-talet ett stort triangulärt kvarter med sin spets åt sydost ner till den nya stjärnplatsen Vanadisplan. Omkring 25 nya kvartersnamn i trakten kom till, vilka hade anknytning till verksamheten vid närbelägna Rörstrands porslinsfabrik, bland dem Blästern, Bälgen, Degeln, Eldaren, Fajansen, Glöden, Härden, Keramiken, Leran, Smältan, Ugnen, Urnan och Ässjan. Till en början fick hela det nya kvarteret mellan Hälsingegatan och Gävlegatan namnet Glöden. På 1930-talet drogs Hudiksvallsgatan genom kvarterets södra delar, den södra delen fick behålla namnet Glöden, meden den norra fick namnet Blästern.

## Intressanta byggnader
Bebyggelsen på Blästerns fyra fastigheter har enligt Stadsmuseet i Stockholm höga eller mycket höga kulturhistoriska värden. Två fastigheter är blåmärkta av Stadsmuseet vilket innebär "synnerligen höga kulturhistoriska värden" och två är grönmärkta som betyder "särskilt värdefull från historisk, kulturhistorisk, miljömässig eller konstnärlig synpunkt".
- Blästern 6: Bröderna Hedlunds industribyggnad, byggår 1930 och 1940, arkitekt Eskil Sundahl och Carl Grandinson (blåmärkt).[4]
- Blästern 11 (hus 1): byggår 1930-1932, arkitekt Sven Erik Lundqvist för Fastighetsbolaget Nicco (grönmärkt).[5]
- Blästern 11 (hus 3): Apotekarnes mineralvattenfabrik, byggår 1931-1934, arkitekt Edward Bernhard (grönmärkt). År 2000 påbyggd med glasdel, arkitekt Bjurström & Brodin arkitektkontor.[6]
- Blästern 14: Svenska Philips-huset, byggår 1931, arkitekt Sigurd Lewerentz, byggår 1950, arkitekt Lennart Tham (grönmärkt).[7]
- Blästern 15: Industricentralen, byggår 1931 och 1937, arkitekt Ragnar Östberg (blåmärkt).[8]

### Bilder byggnader i urval

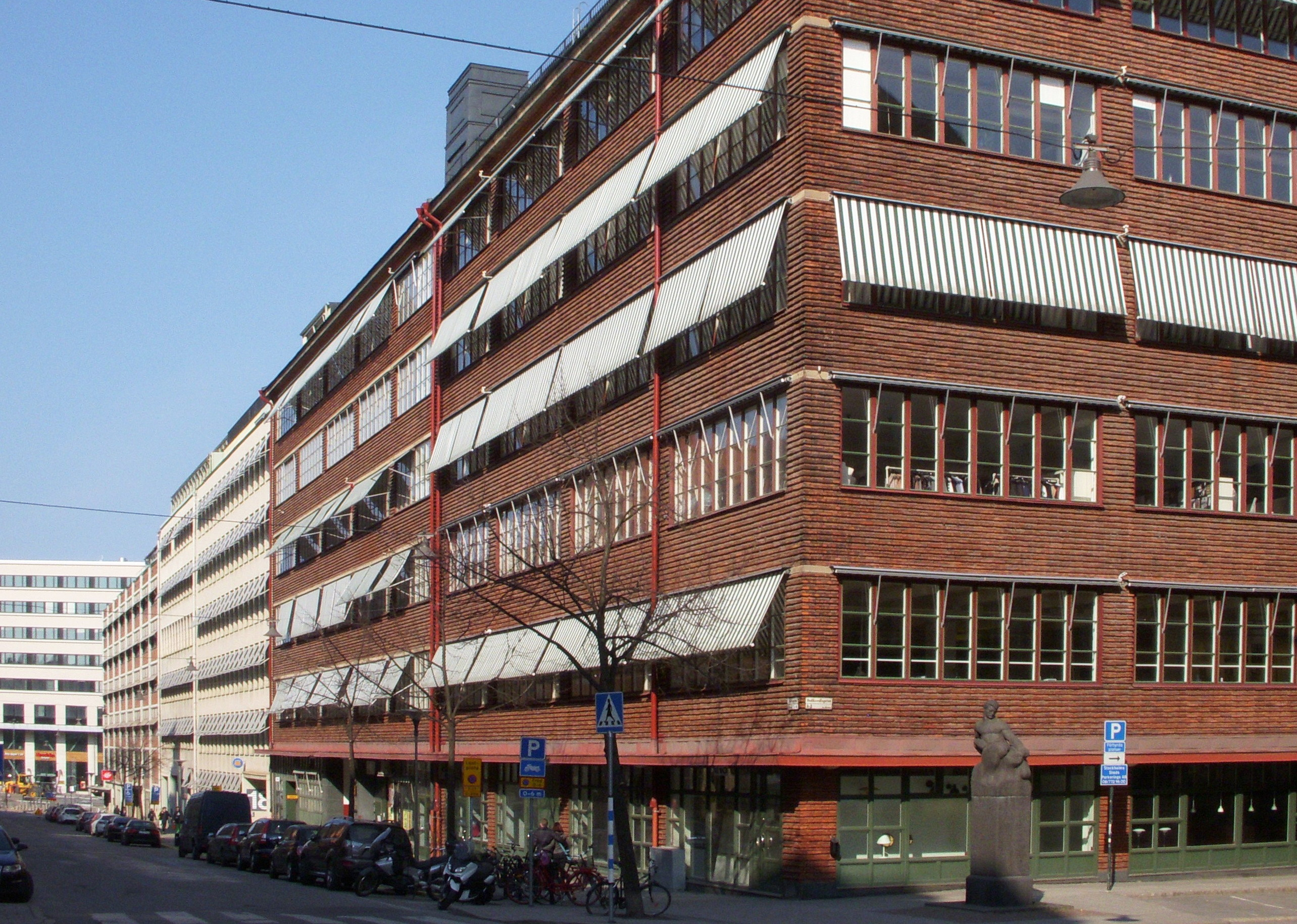
Kvarteret sett från Gävlegatan med f.d. Industricentralen närmast.
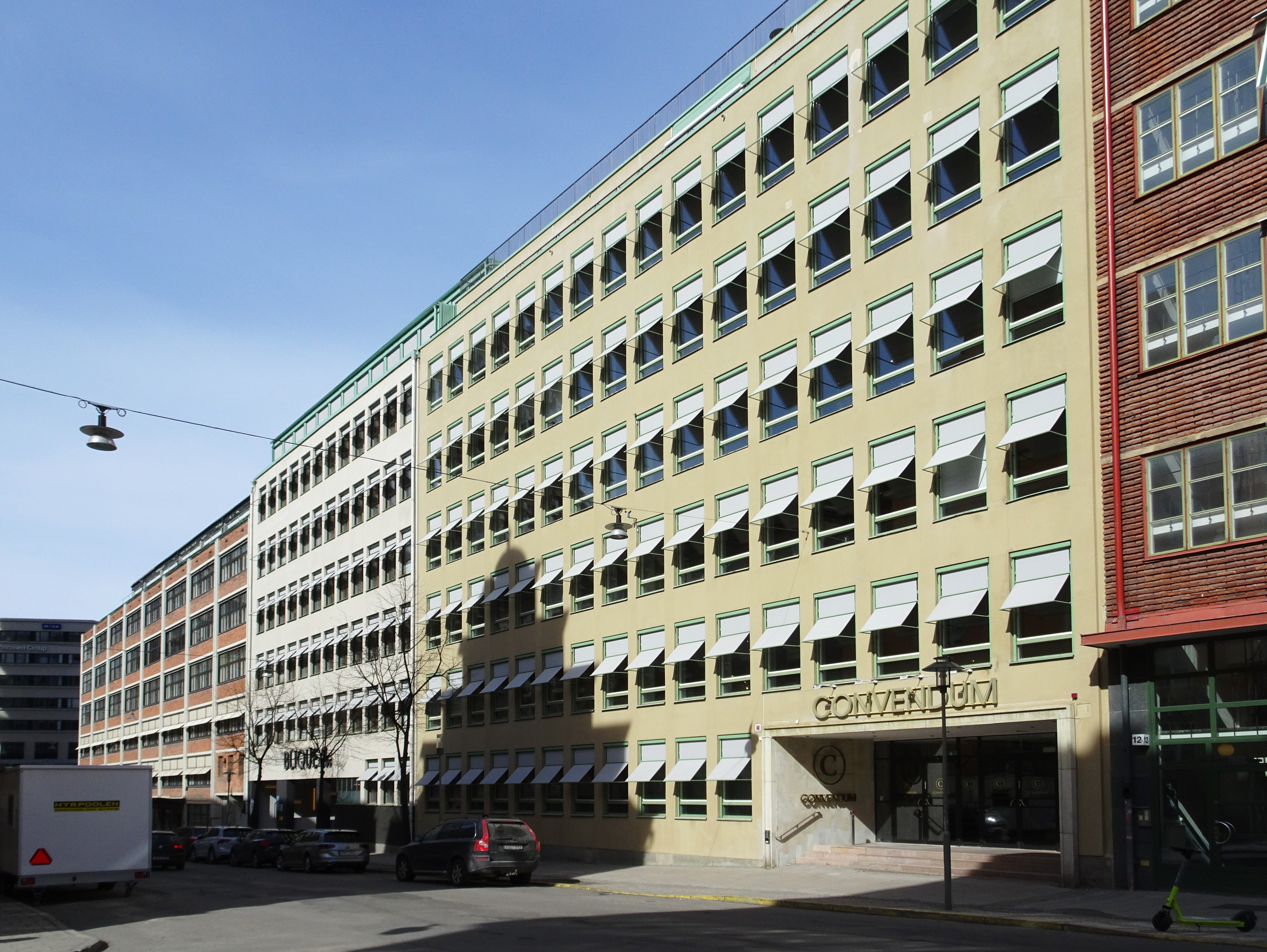
Kvarteret sett från Gävlegatan med f.d. Svenska Philips-huset i mitten.
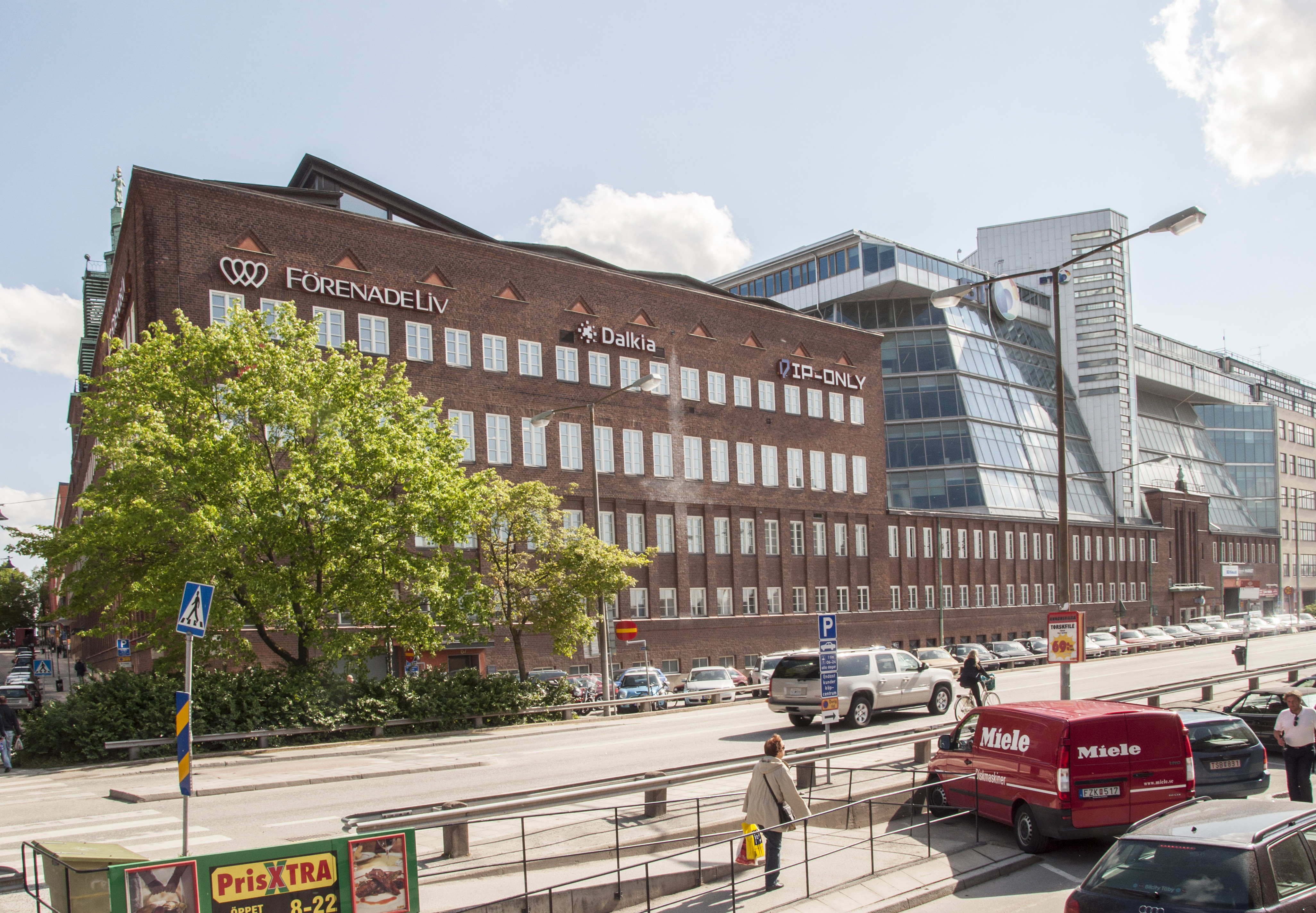
Kvarteret sett från Norra stationsgatan med f.d. Apotekarnes Mineralvatten AB.
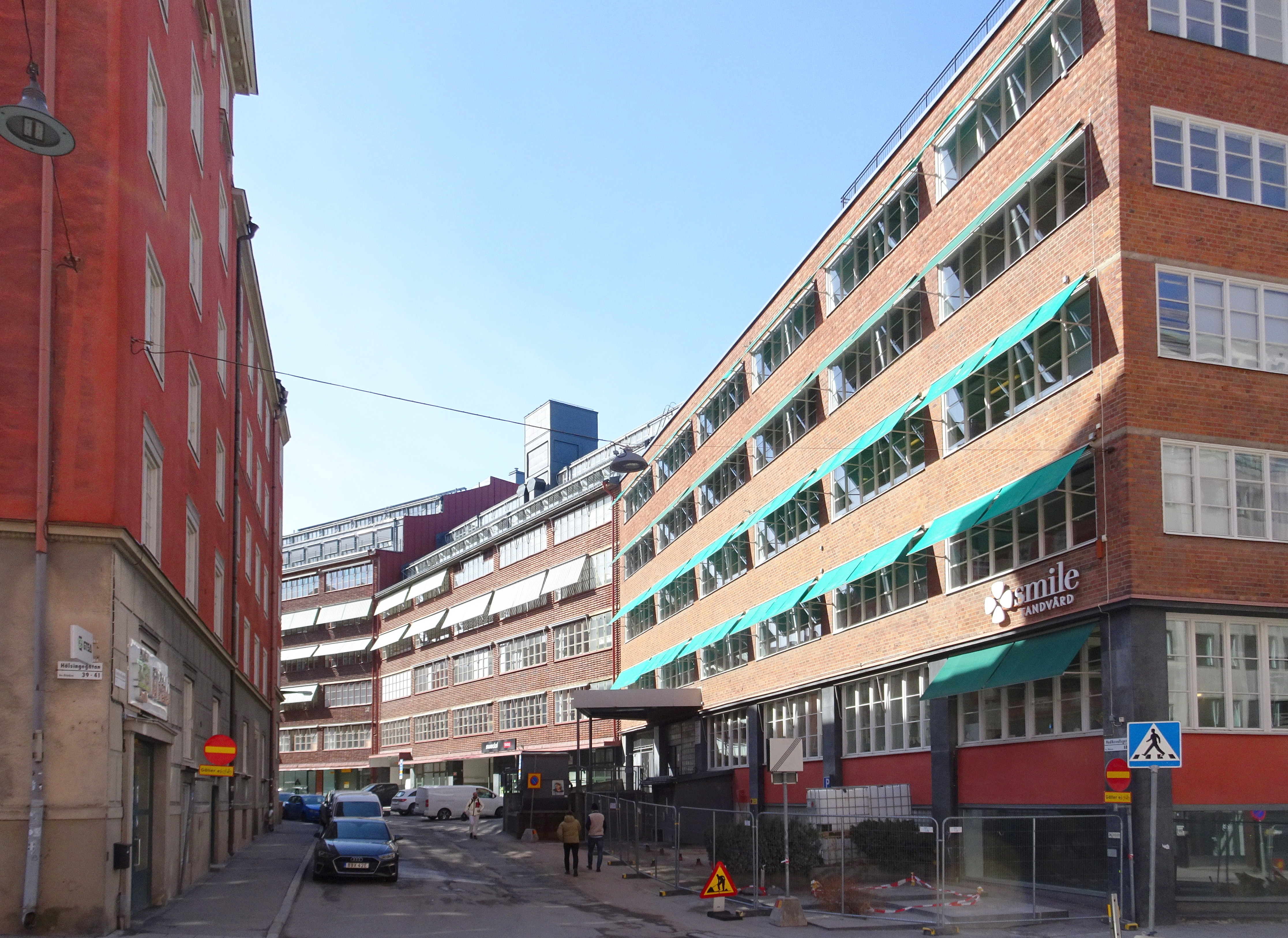
Kvarteret sett från Hudiksvallsgatan med f.d. Industricentralen längst bort.